# Darby Camp
Darby Eliza Camp (Charlotte, 14 luglio 2007) è un'attrice statunitense.
Figlia di Clark e Lacy Camp, è nota per il ruolo di Frankie Hughes in Benji, Chloe Mackenzie nella serie televisiva Big Little Lies - Piccole grandi bugie, Phoebe Evans nel film thriller Dreamland, Kate Pierce in Qualcuno salvi il Natale e Qualcuno salvi il Natale 2 ed Emily Elizabeth in Clifford - Il grande cane rosso.

## Filmografia

### Cinema
- Benji, regia di Brandon Camp (2018)
- Qualcuno salvi il Natale (The Christmas Chronicles), regia di Clay Kaytis (2018)
- Dreamland, regia di Miles Joris-Peyrafitte (2019)
- Qualcuno salvi il Natale 2 (The Christmas Chronicles: Part Two), regia di Chris Columbus (2020)
- Clifford - Il grande cane rosso (Clifford the Big Red Dog), regia di Walt Becker (2021)

### Televisione
- Drop Dead Diva – serie TV, episodio 6x06 (2014)
- The Leftovers - Svaniti nel nulla (The Leftovers) – serie TV, 2 episodi (2015-2017)
- Grey's Anatomy – serie TV, 2 episodi (2017)
- Big Little Lies - Piccole grandi bugie (Big Little Lies) – serie TV, 14 episodi (2017-2019)

## Doppiatrici italiane
Nelle versioni in italiano delle opere in cui ha recitato, Darby Eliza Camp è stata doppiata da:
- Anita Sala in Qualcuno salvi il Natale, Qualcuno salvi il natale 2, Dreamland
- Arianna Vignoli in Grey's Anatomy
- Alice Labidi in Benji
- Ilaria Pellicone in Clifford - Il cane rosso